# 柏農高校前駅
柏農高校前駅（はくのうこうこうまええき）は、青森県平川市にある弘南鉄道弘南線（田んぼ鉄道）の駅である。駅番号はKK 07。
青森県立柏木農業高等学校が旧・平賀町中心部から移転したのに合わせて開設された。

## 歴史
- 1980年（昭和55年）6月23日：開業。

## 駅構造
単式ホーム1面1線を持つ地上駅。終日無人駅の扱いであるが、ホーム上には乗車券発売所が設置されている。
待合室は高校生や沿線住民の手により赤色に塗装され、窓には岩木山が描かれている。

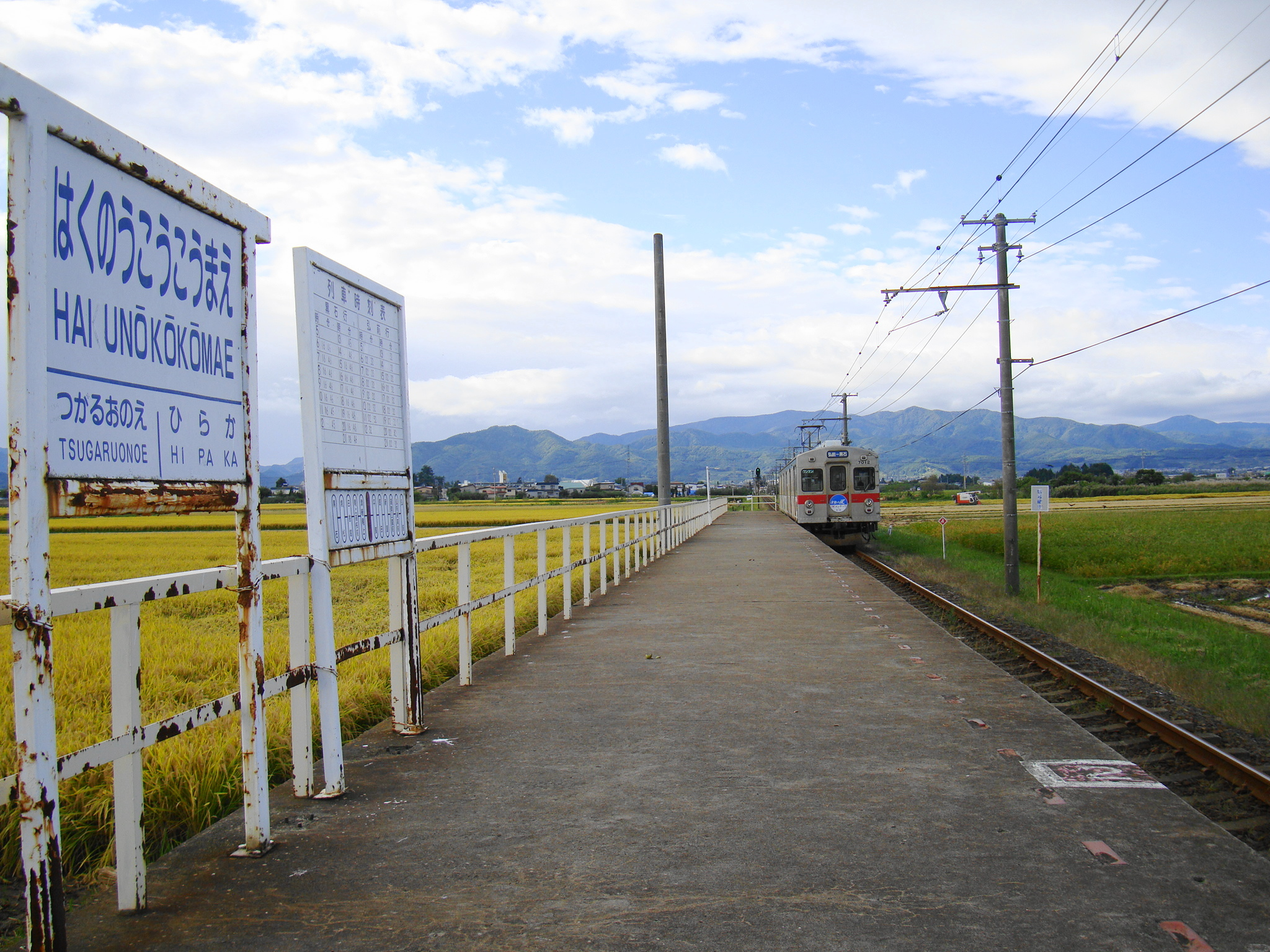
ホーム
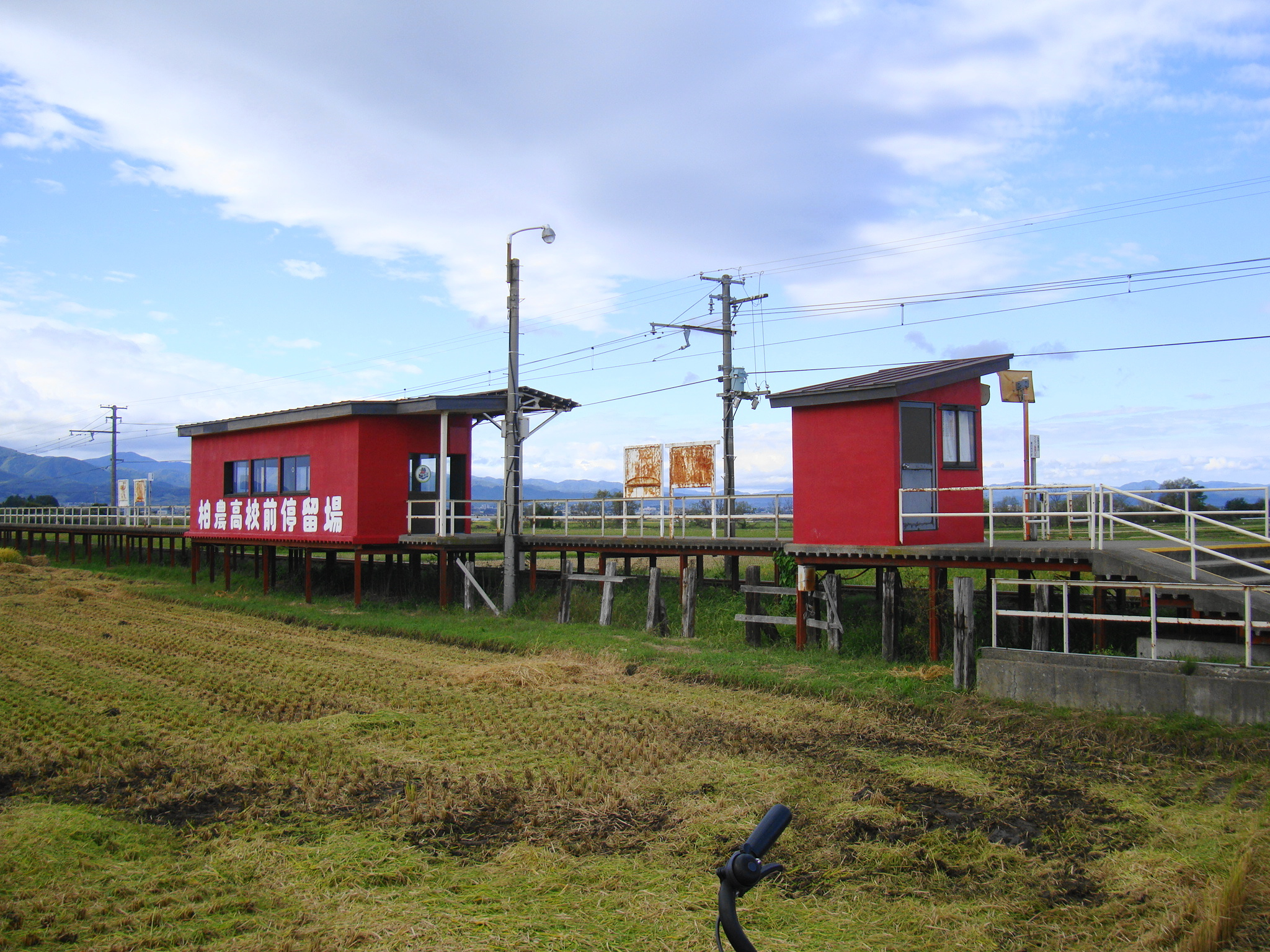
駅裏側

## 利用状況
| 1日乗降人員推移 | 1日乗降人員推移 |
| 年度            | 1日平均人数     |
| --------------- | --------------- |
| 2011年          | 241             |
| 2012年          | 229             |
| 2013年          | 214             |
| 2014年          | 228             |
| 2015年          | 247             |
| 2016年          | 238             |
| 2017年          | 215             |

## 駅周辺
- 青森県立柏木農業高等学校
- 平川市循環バス「柏農高校前」停留所（新屋・尾崎線）

## 隣の駅
弘南鉄道
■弘南線
平賀駅（KK 06） - 柏農高校前駅（KK 07） - 津軽尾上駅（KK 08）